# Saratoga Springs (Nowy Jork)

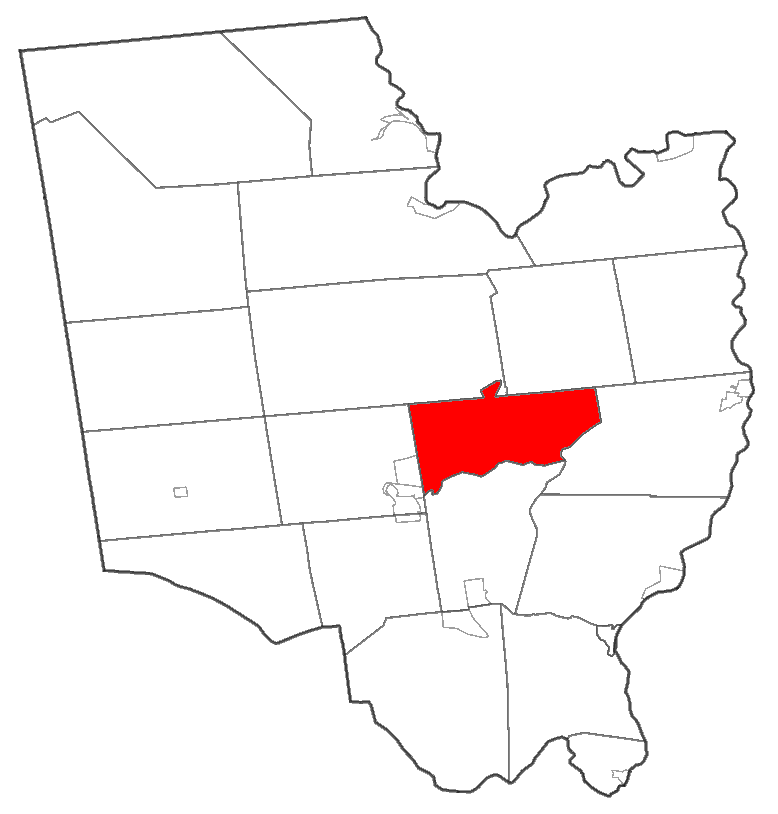
Położenie miasta na mapie hrabstwa Saratoga

Saratoga Springs – miasto w Stanach Zjednoczonych, w stanie Nowy Jork. W 2010 r. miasto to na powierzchni 355,6 km² zamieszkiwało 26 586 osób. Dla porównania, w 1970 mieszkańców było 18,8 tys.
W 1684 do miasta zaczęli napływać Holendrzy, a od 1784 rozpoczęło się osadnictwo amerykańskie. W 1777 w okolicy miały miejsce dwie bitwy między armią amerykańską a angielską. W miejscowości znajduje się uzdrowisko oraz liczne budowle reprezentacyjne z początku XIX wieku.
W mieście rozwinął się przemysł włókienniczy oraz elektroniczny

## Miasta partnerskie
- Czechow, Rosja
- Vichy, Francja